# Battaglia di Ulai
La battaglia del fiume Ulai (nota anche come battaglia del fiume Karkheh o battaglia di Til-Tuba) avvenne nel 653 a.C. circa e vide gli Assiri guidati dal re Assurbanipal sconfiggere gli Elamiti, alleati dei Babilonesi. Il re di Elam Teumman. e suo figlio Tammaritu morirono in battaglia.

## Antefatto
A partire dal regno di Tiglath-Pileser III (744-727 a.C.) a quello di Ashur-uballit II (611 a.C.), l'Assiria aveva portato avanti varie campagne in tutto il mondo conosciuto, o almeno nella Mezzaluna Fertile, e tuttavia non riusciva a esercitare il controllo totale al loro peggior nemico, Babilonia. Durante il regno di Sennacherib (704-681 a.C.), il caldeo Mushezib-Marduk prese il trono di Babilonia e guidò una coalizione di Caldei, Babilonesi, Elamiti ed Aramei e andò in battaglia nel 691 a.C. vicino alla città di Halule. La coalizione fu però sconfitta, e Sennacherib iniziò una campagna di 15 mesi contro Babilonia, radendo al suolo palazzi e templi. Suo figlio Esarhaddon (680-669 a.C.) tentò di ricostruire babilonia Babilonia e di stabilirsi come re. Il suo successore Assurbanipal (668-27) prese il trono di Ninive mentre suo fratello Shamash-Shuma-Ukin si pose come re a Babilonia e continuò l'opera di Sennacherib. Seppur Babilonia fosse tecnicamente indipendente dall'Assiria, le corrispondenze tra i due fratelli suggeriscono che Assurbanipal vedeva Babilonia, e quindi suo fratello, come stato vassallo su cui porre il suo controllo, costringendo Shamash-Shuma-Ukin a trovare un modo per ribellarsi. 
Intanto, alcuni anni prima, un noto nemico degli assiri di nome Teumman (o Te'uman, 664-653 a.C.) aveva usurpato il trono dell'Elam, costringendo i figli di Urtaki a fuggire a Ninive, la capitale degli assiri. Teumman ne esigette l'estradizione,, e al rifiuto di Assurbanipal, iniziò una campagna Na'id Marduk, re fantoccio nella Terra di Mare, dove si trovava la Sumeria, intorno al 675 a.C. Dopo aver espulso ogni influenza assira, Teumman pose Nabo-usalim sul trono di Ur.

## Battaglia e conseguenze
Teumman, Nabo-Usallim e Shamash-Shuma-Ukin formarono quindi una nuova coalizione contro Assurbanipal, e marciarono sulle rive del fiume Ulai. Assai probabilmente lo scontro avvenne nei pressi dell'attuale città iranianan di Chananeh, ubicata a circa 20 km ad est di Susa (attuale Sush), laddove la pista che collegava Susa con Babilonia incontrava il fiume Ulai (attuale Karkheh). La battaglia, però, si risolse in un disastro per la coalizione: Teumman morì in battaglia insieme al figlio, e la sua testa fu portata a Ninive dove venne mostrata alla corte di Assurbanipal. Questi guidò una campagna di 4 anni contro Babilonia, e pose Kandalanu sul trono della città al posto del fratello. Il regno di Elam fu dichiarato decaduto, e la sua capitale Susa fu saccheggiata nel 647 a.C. Il declino dell'Elam sarebbe finito con la conquista dell'impero persiano che avvenne un secolo dopo.

### Fonti
- Cronache babilonesi

### Studi
- Mistrini V, Gli assiri : la prima superpotenza dell'Oriente Antico, Gorizia, LEG, 2022.
- Roux G, Ancient Iraq, Londra, Penguin book, 1992, ISBN 978-0-14-012523-8.